# پنجاه و پنجمین مراسم گلدن گلوب
۵۵مین مراسم گلدن گلوب (به انگلیسی: 55th Golden Globe Awards) در گرامیداشت بهترین فیلم و شوی تلویزیونی ساخته شده در سال ۱۹۹۷، در ژانویه سال ۱۹۹۸ در هتل‌های هیلتون در بورلی هیلز کالیفرنیا برگزار شد. آنجلینا جولی اولین گلدن گلوب خود را در این سال دریافت می‌کند. او با ایفای نقش در یک مینی سریال توانست گوی زرین را دریافت نماید.
کریستین لاتی زمانی که برنده بهترین بازیگر نقش اول زن در یک سریال تلویزیونی - درام انتخاب شد در دستشویی بود و چند دقیقه بعد بیرون آمد که این اتفاق از به یاد ماندنی‌ترین لحظات ۵۵مین مراسم گلدن گلوب بود
تایتانیک برنده بهترین فیلم و کاگردانی را تصاحب کند. همچنین دو زوج این فیلم MH.A و کیت وینسلت کاندیدای دریافت بهترین بازیگر مرد و زن فیلم درام شدند.

## برندگان و نامزدها
| بهترین فیلم | بهترین فیلم |
| درام | موزیکال یا کمدی |
| --- | --- |
| - - تایتانیک - آمیستاد - باکسر - ویل هانتینگ خوب - محرمانه لس‌آنجلس | - - بهتر از این نمی‌شه - آخر همه‌چیز (فیلم) - مردان سیاه‌پوش - عروسی بهترین دوست من - سگ را بجنبان                                                                                         |
| بهترین اجرای فیلم - درام | |
| بهترین بازیگر مرد | بهترین بازیگر زن |

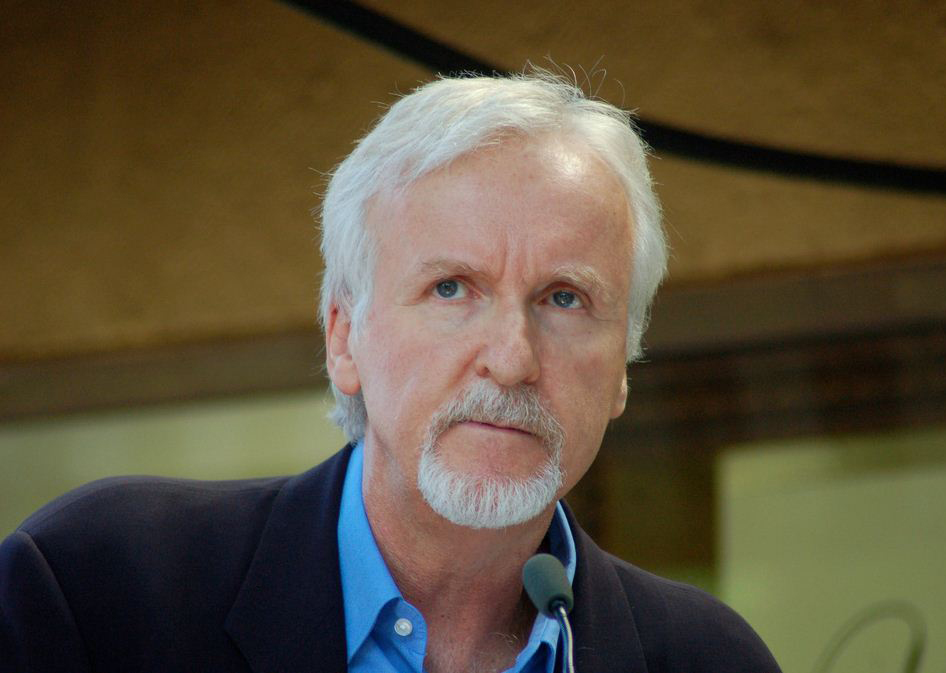
جیمز کامرون، برنده بهترین کارگردان

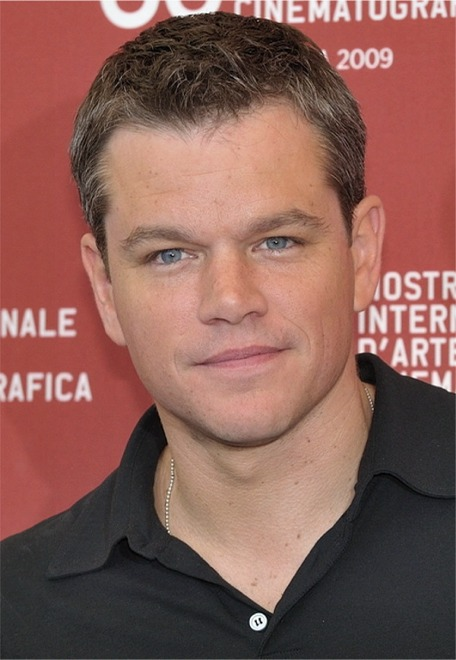
مت دیمون، برنده بهترین فیلمنامه

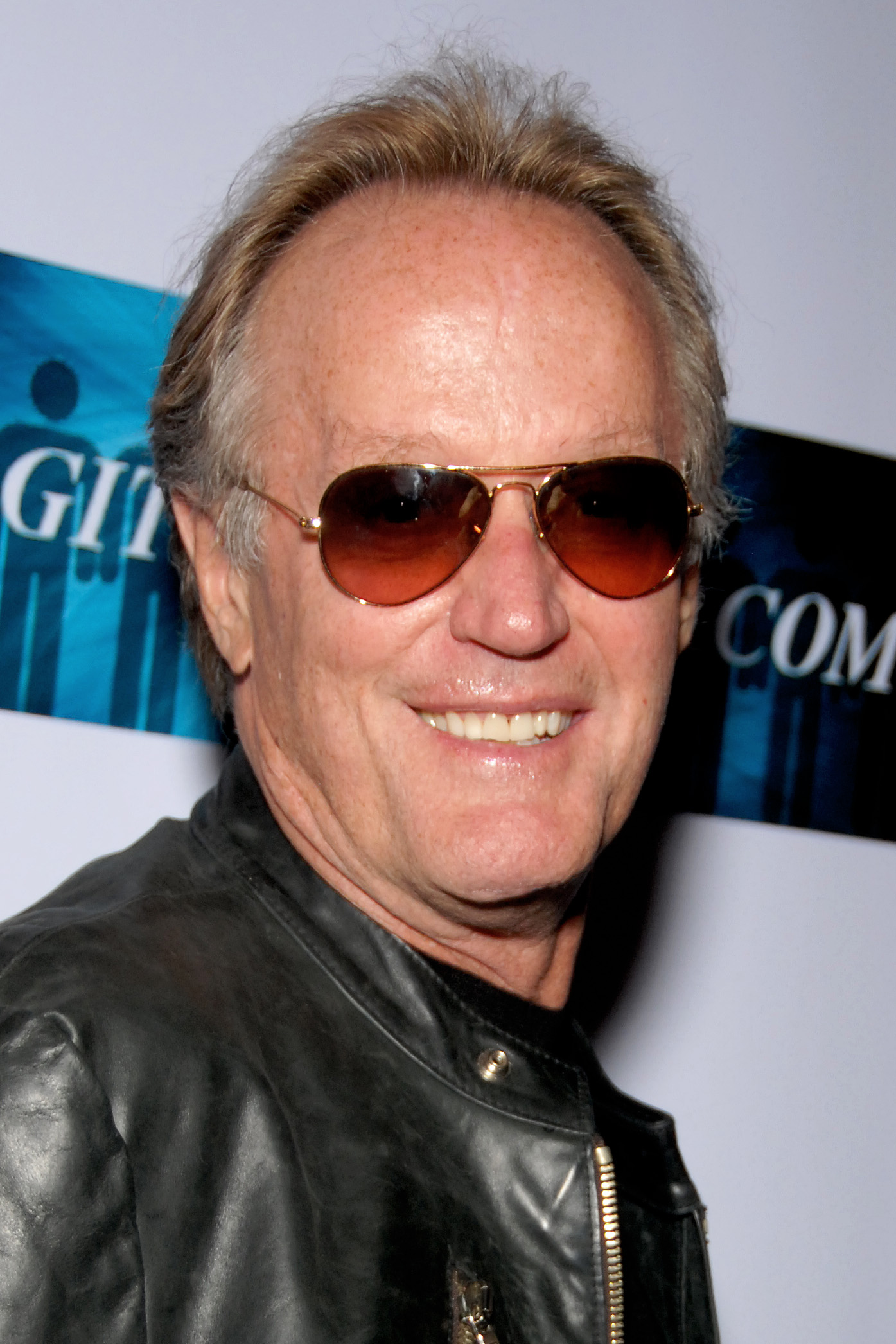
پیتر فوندا، برنده بهترین بازیگر مرد فیلم درام

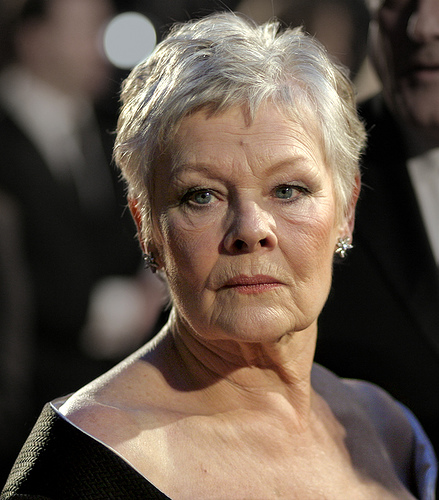
جودی دنچ، برنده بهترین بازیگر زن فیلم درام

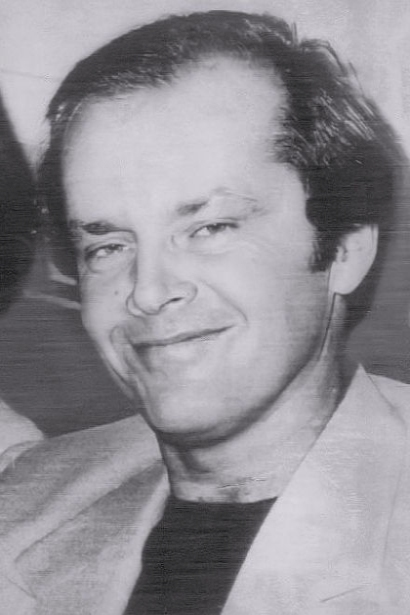
جک نیکلسون، برنده بهترین بازیگر مرد فیلم کمدی یا موزیکال

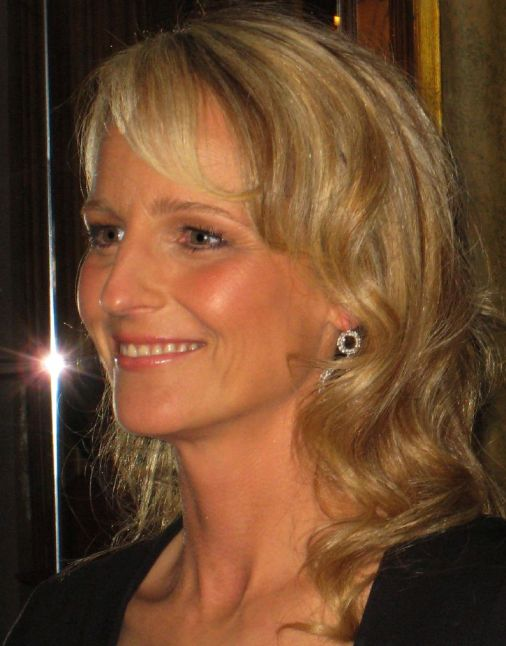
هلن هانت، برنده بهترین بازیگر زن فیلم کمدی یا موزیکال

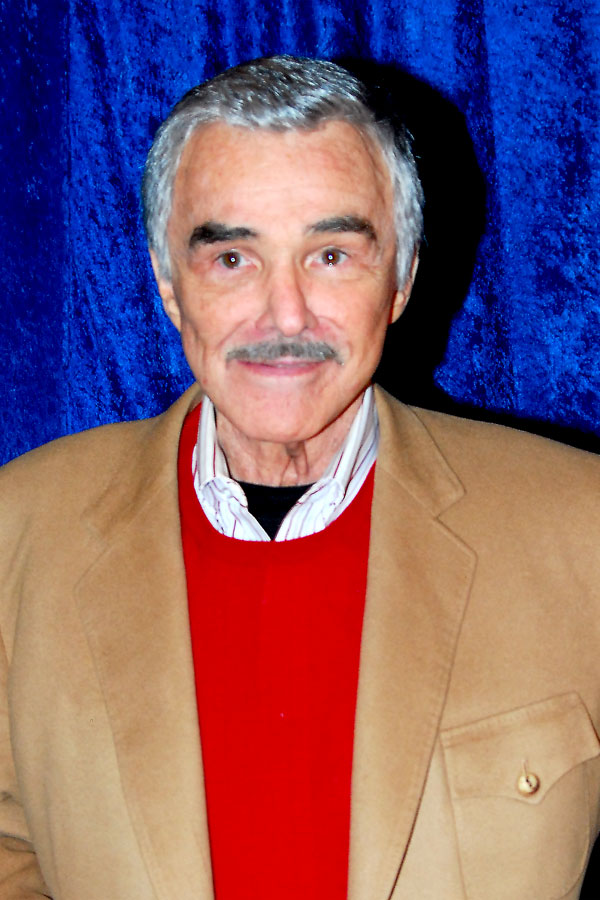
برت رینولدز، برنده بهترین بازیگر مکمل مرد فیلم درام

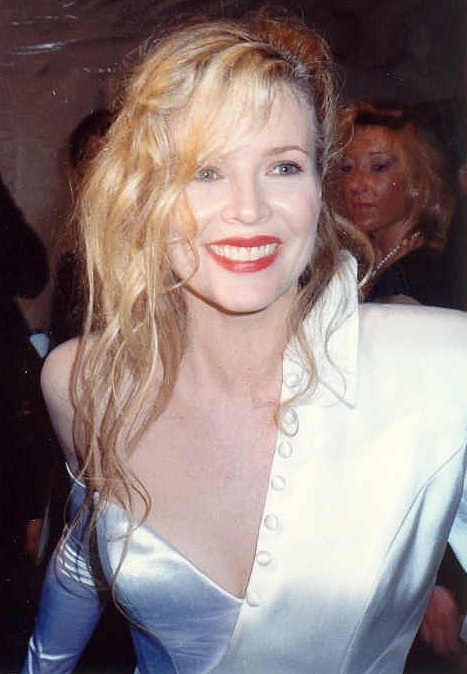
کیم بسینگر، برنده بهترین بازیگر مکمل زن فیلم درام

| - - پیتر فوندا برای فیلم طلای اولی - مت دیمون برای فیلم ویل هانتینگ خوب - دانیل دی-لوئیس برای فیلم بوکسور - لئوناردو دی‌کاپریو برای فیلم تایتانیک - جایمن هانسو برای فیلم آمیستاد                                                       | - - جودی دنچ برای فیلم خانم براون - هلنا بونهام کارتر برای فیلم بال‌های کبوتر - جودی فاستر برای فیلم تماس - جسیکا لنگ برای فیلم هزار هکتار - کیت وینسلت برای فیلم تایتانیک               |
| بهترین اجرای فیلم - موزیکال یا کمدی | |
| بهترین بازیگر مرد | بهترین بازیگر زن |
| - - جک نیکلسون برای فیلم بهتر از این نمی‌شه - جیم کری برای فیلم دروغگوی دروغگو - داستین هافمن برای فیلم سگ را بجنبان - ساموئل ال. جکسون برای فیلم جکی براون - کوین کلاین برای فیلم درون و بیرون                                         | - - هلن هانت برای فیلم بهتر از این نمی‌شه - جوی لورن آدامز برای فیلمبه دنبال امی - پم گریر برای فیلم جکی براون - جنیفر لوپز برای فیلم سلنا - جولیا رابرتز برای فیلم عروسی بهترین دوست من |
| بهترین اجرای برای نقش مکمل در فیلم- درام، موزیکال یا کمدی | |
| بهترین بازیگر نقش مکمل مرد | بهترین بازیگر نقش مکمل زن |
| - - برت رینولدز برای فیلم شب‌های عیاشی - روپرت اورت برای فیلمعروسی بهترین دوست من - آنتونی هاپکینز برای فیلم آمیستاد - گرگ کینر برای فیلم بهتر از این نمی‌شه - جان ویت برای فیلم The Rainmaker - رابین ویلیامز برای فیلم ویل هانتینگ خوب | - - کیم بسینگر برای فیلم محرمانه لس‌آنجلس - جوآن کیوساک برای فیلمدرون و بیرون - جولیان مور برای فیلم شب‌های عیاشی - گلوریا استوارت برای فیلم تایتانیک - سیگورنی ویور برای فیلم طوفان یخ   |
| بهترین کارگردانی | بهترین فیلمنامه |
| - - جیمز کامرون برای کارگردانی تایتانیک - جیمز ال. بروکس برای کارگردانی بهتر از این نمی‌شه - کرتیس هنسن برای کارگردانی محرمانه لس‌آنجلس - جیم شریدان برای کارگردانی باکسر - جیم شریدان برای کارگردانی آمیستاد                            | - - ویل هانتینگ خوب برای فیلنامه مت دیمون - بهتر از این نمی‌شه - محرمانه لس‌آنجلس - تایتانیک - سگ را بجنبان                                                                               |

## بهترین سریال تلویزیونی
| بهترین سریال                                                                   | بهترین سریال                                                                   |
| جایزه گلدن گلوب بهترین سریال تلویزیونی                                         | جایزه گلدن گلوب بهترین سریال موزیکال یا کمدی                                   |
| ------------------------------------------------------------------------------ | ------------------------------------------------------------------------------ |
| - - پرونده‌های اکس - امید شیکاگو - بخش فوریت‌های پزشکی - قانون و نظم - NYPD Blue | - - Ally McBeal - 3rd Rock from the Sun - فریژر - دوستان - ساینفلد - اسپین شهر |

## برندگان گوی زرین مرد و زن سریال تلویزیونی

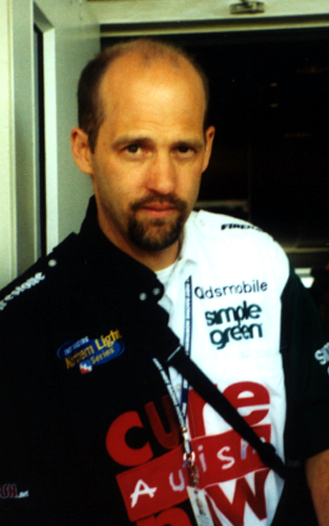
آنتونی ادواردز، برنده بهترین بازیگر نقش اول مرد در یک سریال تلویزیونی - درام
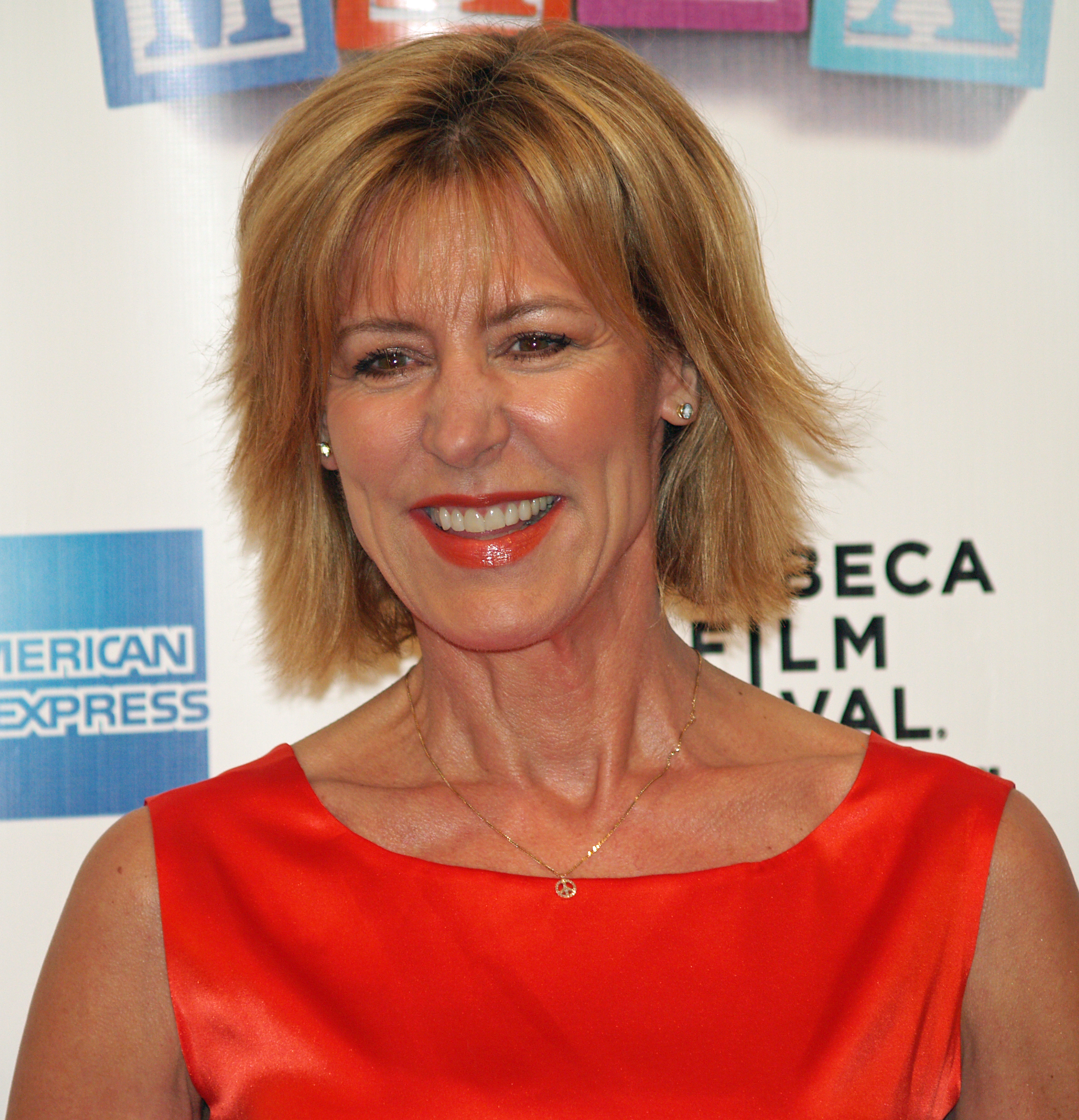
کریستین لاتی، برنده بهترین بازیگر نقش اول زن در یک سریال تلویزیونی - درام
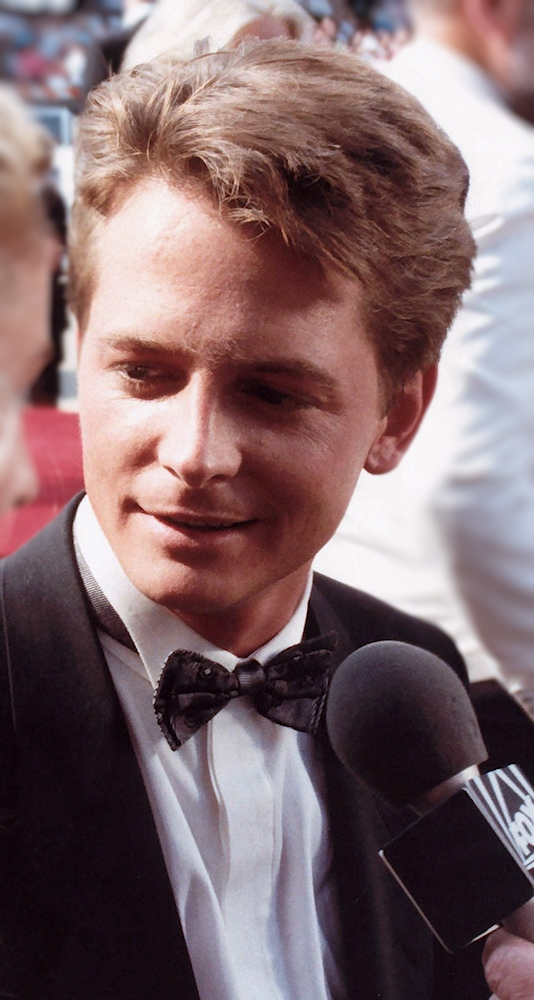
مایکل جی فاکس، برنده بهترین بازیگر نقش اول مرد در یک سریال تلویزیونی - موزیکال یا کمدی
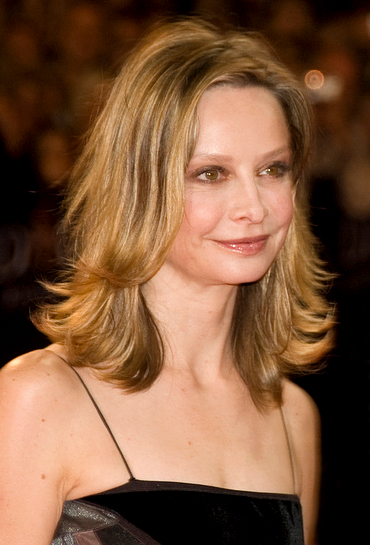
کالیستا فلوکهارت برنده بهترین بازیگر نقش اول زن در یک سریال تلویزیونی - کمدی یا موزیکال

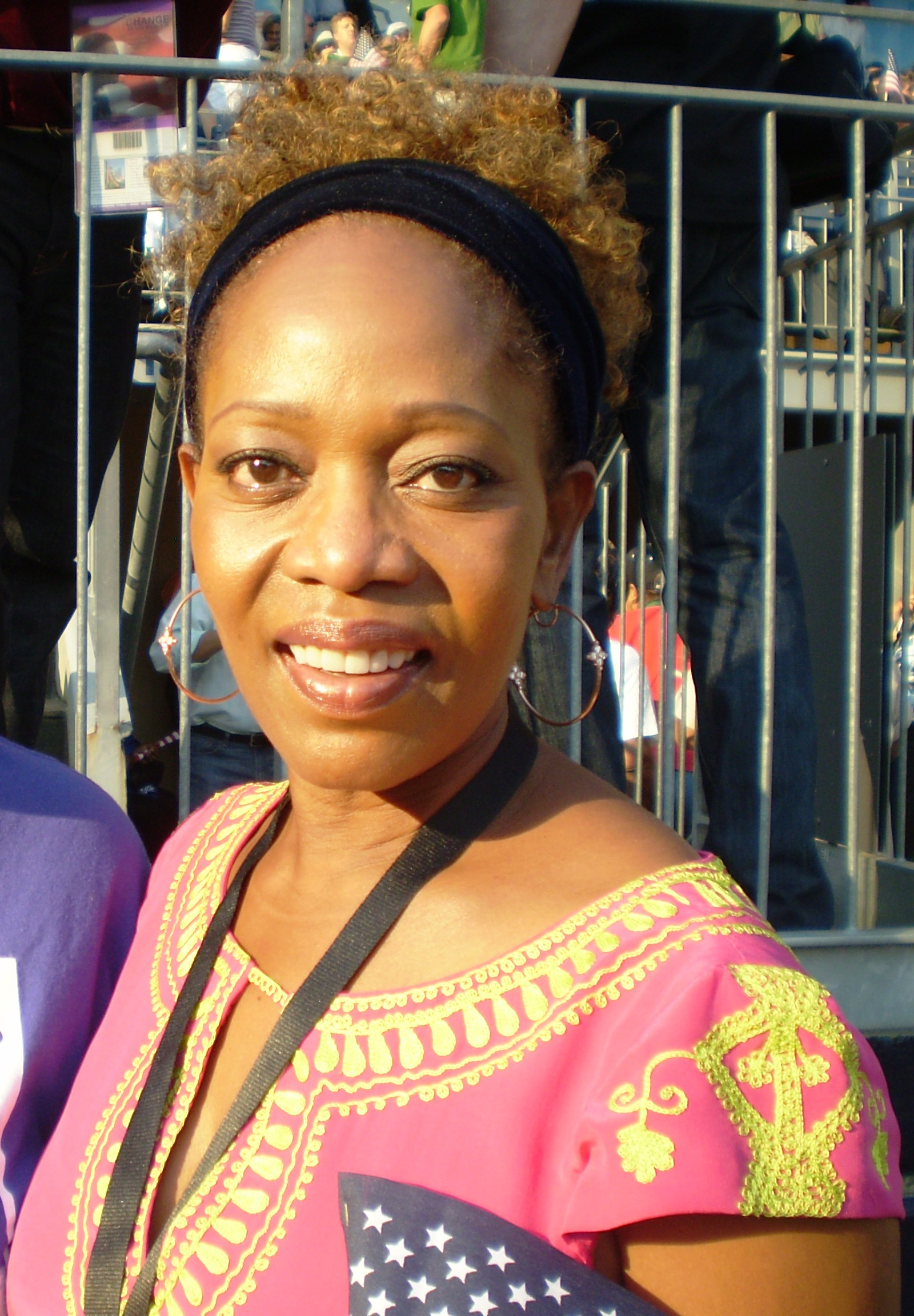
الفری وودار، برنده بهترین بازیگر نقش اول زن در یک مینی سریال یا فیلم ساخته شده برای تلویزیون
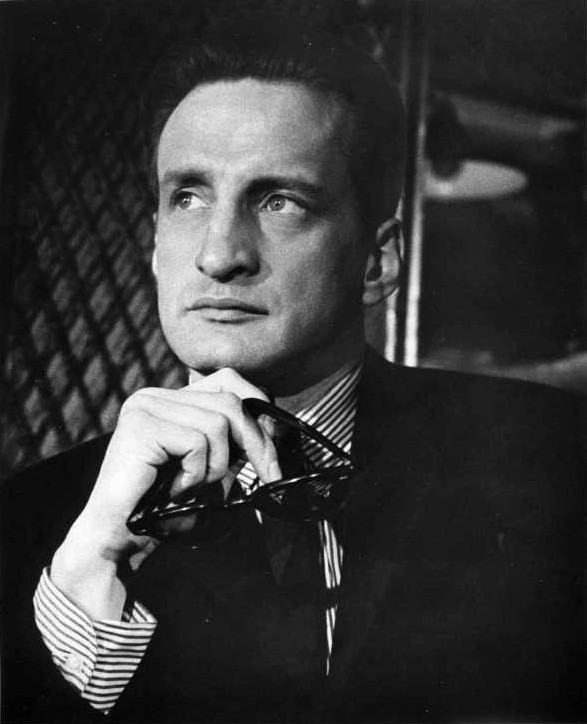
جرج سی. اسکات، برنده بهترین بازیگر مرد در نقش مکمل در یک ، مینی سریال یا فیلم ساخته شده برای تلویزیون
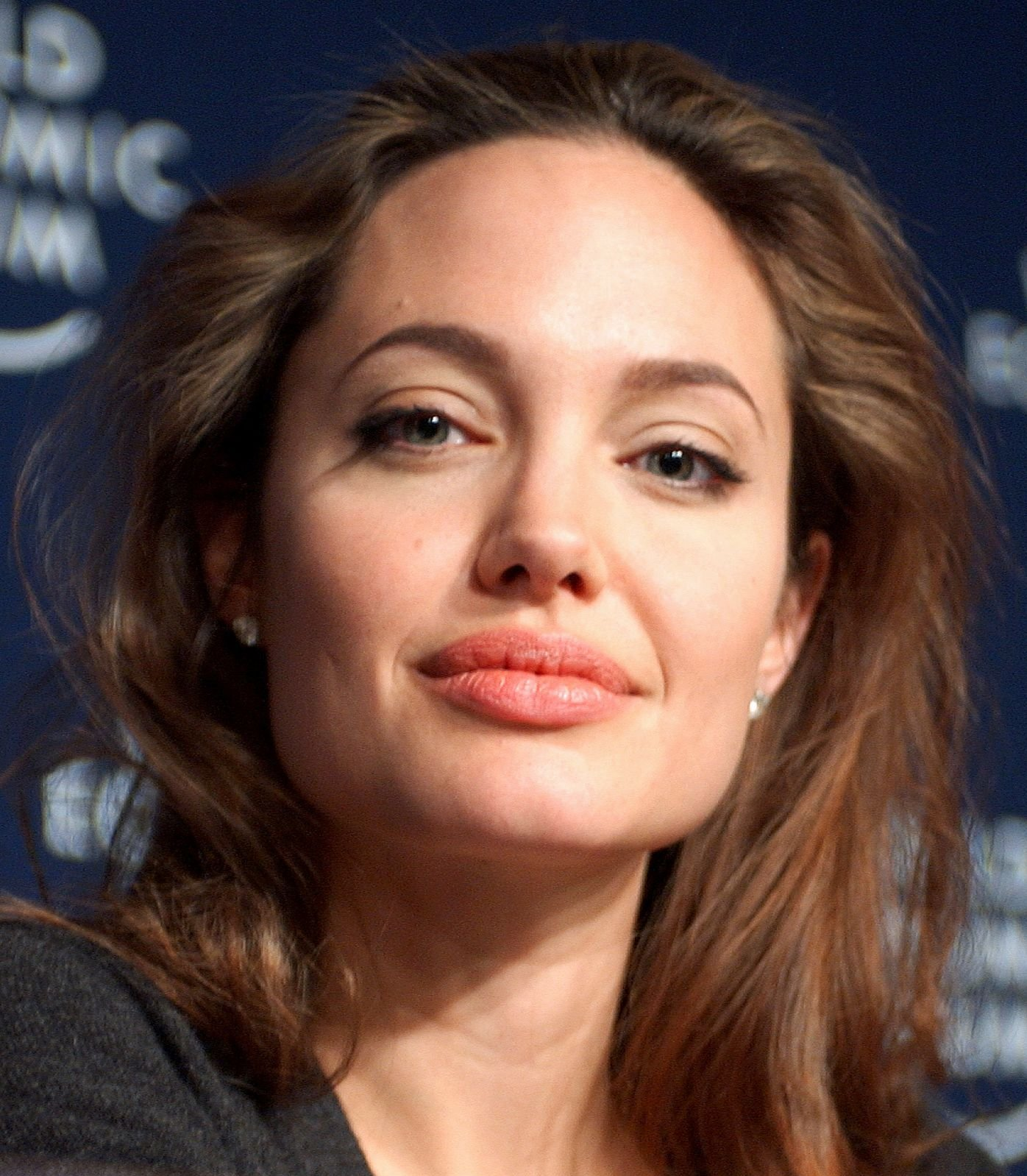
آنجلینا جولی، برنده بهترین بازیگر زن در نقش مکمل در یک ، مینی سریال یا فیلم ساخته شده برای تلویزیون